# Vod
Vod je taktička postrojba rodova i službi oružanih snaga. Dva do četiri voda čine satniju, a može biti samostalan, ovisno o rodu ili službi. Načelno se sastoji od dvije do četiri desetine. Namjena mu je izvođenje bojnih djelovanja paljbe i manevra. Ovisno o sastavu, namjeni i naoružanju može biti pješački, oklopni, izvidnički, vod veze i dr. Ovisno o rodu, vod može imati od 12 do 60 vojnika. 